# Crise Líbia (2011–presente)
A crise líbia refere-se à atual crise humanitária e instabilidade política que ocorre na Líbia iniciada com os protestos da Primavera Árabe, que resultou na Guerra Civil Líbia (2011), na intervenção militar estrangeira e na deposição e morte de Muammar Gaddafi; continuando com a instabilidade de segurança geral em todo o país e na eclosão de uma nova guerra civil em 2014. A atual crise na Líbia resultou até agora em dezenas de milhares de vítimas desde o início da violência no início de 2011. Durante as duas guerras civis, a produção da indústria de petróleo, economicamente fundamental para a Líbia, colapsou para uma pequena fracção do seu nível normal.

## Antecedentes

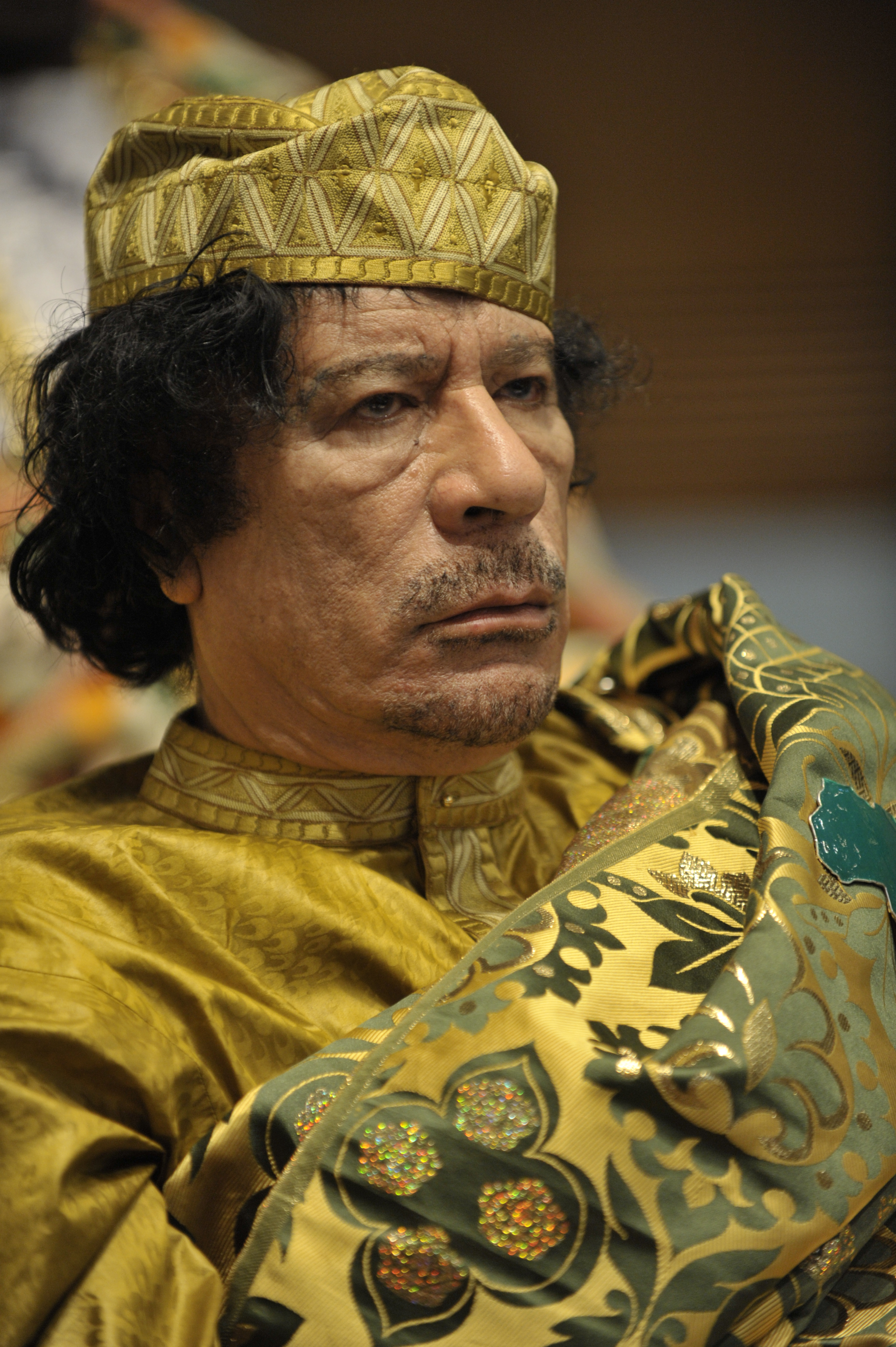
Muamar Gadafi

A história da Líbia sob Muamar Gadafi se estendeu um período de mais de quatro décadas de 1969 a 2011. Gadafi se tornou o líder de facto do país em 1 de setembro de 1969 depois de liderar um grupo de jovens oficiais militares líbios contra o rei Idris I em um golpe de Estado. Depois que o rei havia fugido do país, o Conselho do Comando Revolucionário Líbio liderado por Gadafi aboliu a monarquia e a antiga constituição e proclamou a nova república líbia, com o lema "liberdade, socialismo e unidade".
Depois de chegar ao poder, o governo do Conselho do Comando Revolucionário Líbio iniciou um processo de direção dos fundos para proporcionar educação, saúde e habitação para todos. Apesar das reformas não serem totalmente eficazes, a educação pública no país tornou-se livre e a educação primária obrigatória para ambos os sexos. A assistência médica tornou-se disponível para o público, sem nenhum custo, mas o fornecimento de moradia para todos foi uma tarefa que o governo do Conselho do Comando Revolucionário Líbio não foi capaz de completar. Sob Gadafi, a renda  per capita no país subiu para mais de US $ 11.000, a quinta mais alta da África. O aumento da prosperidade foi acompanhado por uma política externa controversa com um aumento da repressão política interna.
Durante os anos 1980 e 1990, Gadafi apoiou abertamente movimentos rebeldes como o Congresso Nacional Africano de Nelson Mandela, a Organização de Libertação da Palestina, o Exército Republicano Irlandês e a Frente Polisário (Saara Ocidental), o que levou a uma deterioração das relações exteriores da Líbia com diversos países e que culminou com o bombardeio estadunidense da Líbia em 1986. Após os ataques de 11 de setembro, no entanto, as relações foram na maior parte normalizadas.

## Eventos

Evolução da Guerra Civil Líbia de 2011.
Domínio rebelde em 1º março
Conflitos entre março e julho
Área tomada pelos rebeldes/novo regime em agosto
Área dominada pelo novo regime em 1º de outubro
Últimos bolsões de resistência do antigo regime

### Primeira Guerra Civil
No início de 2011, uma guerra civil eclodiu no contexto mais amplo da "Primavera Árabe". As forças anti-Gadafi formaram um comitê nomeado de Conselho Nacional de Transição, em 27 de fevereiro de 2011. Foi concebido para agir como uma autoridade interina nas áreas controladas pelos rebeldes. Depois de várias atrocidades serem cometidas pelo governo, com a ameaça de mais derramamento de sangue, uma coalizão multinacional liderada pelas forças da OTAN interveio em 21 de março de 2011, com o objetivo de proteger os civis contra ataques por parte das forças do governo. Ao mesmo tempo, o Tribunal Penal Internacional emitiu um mandado de prisão contra Gadafi e seu grupo em 27 de junho de 2011. Gadafi foi expulso do poder, na sequência da queda de Trípoli para as forças rebeldes em 20 de agosto de 2011, embora focos de resistência mantidos pelas forças leais ao governo de Gadafi se estenderam por mais dois meses, especialmente na cidade natal deGadafi, Sirte, que ele declarou como a nova capital da Líbia em 1 de setembro de 2011. A queda das últimas cidades restantes sob controle pró-Gadafi e captura de Sirte em 20 de outubro de 2011, foi seguida pela subsequente morte de Gadafi, o que marcou o fim da Jamahiriya Árabe Líbia.

### Violência entre-guerras
Após o fim da Primeira Guerra Civil Líbia, uma onda de violência envolvendo várias milícias e as novas forças de segurança do Estado ocorreu. As milícias incluíam guerrilheiros, islamitas e milícias que lutaram contra Gadafi mas recusaram a depor as armas quando a guerra terminou em outubro de 2011. De acordo com alguns líderes civis, estas últimas milícias passaram apenas a atrasar a entrega de suas armas para afirmar ativamente um papel político continuo como  os "guardiões da revolução". Algumas das milícias maiores e mais bem equipadas seriam associadas com grupos islamitas que formariam partidos políticos. Antes do fim oficial das hostilidades entre as forças leais e a oposição, houve relatos de confrontos esporádicos entre milícias rivais e assassinatos de retaliação por justiceiros.
Em 11 de setembro de 2012, islamitas atacaram o consulado dos Estados Unidos em Bengazi matando o embaixador estadunidense e outros três. Isto provocou uma revolta popular contra as milícias semi-legais que ainda estavam operando, e resultou em um ataque a diversas bases das milícias islamitas por manifestantes. Seguiu-se uma repressão do governo em grande escala as milícias não-governamentais sancionadas, com o exército líbio invadindo a sede de várias milícias agora ilegais e ordenando-lhes a dissolução. Essa violência acabaria evoluindo para uma nova guerra civil.

### Segunda Guerra Civil

Situação militar atual
Sob o controle do governo baseado em Tobruque e Aliados
Sob o controle do Novo Congresso Geral Nacional e Aliados
Sob o controle do Estado Islâmico
Sob o controle dos Conselhos da Xura de Bengazi, Derna e Agedábia
Sob o controle de forças locais
Sob o controle das forças tuaregues

A Segunda Guerra Civil Líbia teria inicio quando o general Khalifa Haftar lançou a 'Operação Dignidade' contra grupos islâmicos.
O conflito ocorre principalmente entre o governo internacionalmente reconhecido do Conselho dos Deputados, que foi eleito democraticamente em 2014 e que também é conhecido como o "governo de Tobruque"; e o governo islamita rival, o Novo Congresso Geral Nacional, também chamado de "Governo de Salvação Nacional", com sede na capital Trípoli. O governo de Tobruque, mais forte no leste da Líbia, tem a lealdade do exército líbio sob o comando do general Khalifa Hafter e tem sido apoiado por ataques aéreos pelo Egito e pelos Emirados Árabes Unidos.  O governo de Trípoli, mais forte no oeste da Líbia, é liderado pela Irmandade Muçulmana e apoiado pela coligação islamita mais ampla conhecida como "Amanhecer Líbio" e auxiliado por Catar, Sudão e Turquia.
As Nações Unidas intermediaram um cessar-fogo em dezembro de 2015, e em 31 de março de 2016, os líderes de um novo "governo de unidade" apoiado pela ONU chegaram a Trípoli. Em 5 de abril, o governo islamita anunciou que estava suspendendo as operações e entregando o poder ao novo governo de unidade, nomeado oficialmente de "Governo do Acordo Nacional", embora ainda não esteja claro se o novo arranjo terá sucesso.

## Consequências
Desde o inicio da crise em 2011, a Líbia vem sendo apontada como um "Estado falido" e sua economia está em frangalhos, haja vista a produção de petróleo, maior riqueza do país, está paralisada.
A crise líbia destruiu o sistema de saúde e de saneamento, prejudicou os serviços sociais e conduziu à escassez de água potável. Segundo as Nações Unidas, mais de 2,4 milhões de pessoas necessitam de ajuda humanitária.
A crise provocou caos e instabilidade que fragmentou a sociedade líbia em conflitos internos tribais e sectários. A governança da Líbia tornou-se menos centrada no Estado e depende do papel das milícias locais bem armadas, muitas vezes lutando entre si pela ascendência. As tensões regionais e étnicas, que haviam sido suprimidas durante a era Gadafi, ressurgiram. As várias milícias tribais, regionais, islamitas ou penais vêm atormentando a Líbia e algumas impuseram suas próprias leis dentro de áreas que governam, onde operam as suas próprias prisões, e torturam seus adversários.
Recentemente estas milicias estão alinhadas em duas facções em guerra. A Líbia tem agora dois governos, ambos com seu próprio primeiro-ministro, parlamento e exército. De um lado, no oeste do país, o Amanhecer Líbio assumiu o controle da capital Trípoli e outras cidades. Essa facção, liderada pela Irmandade Muçulmana, é uma coalizão islamita de milícias e unidades armadas locais, e tem sido apoiada pelo Catar, Turquia e Sudão. De outro lado, no leste do país, o governo "legítimo" dominado por políticos anti-islamitas, está exilado em Tobruque com o parlamento em a Baida e tem sido apoiado pelo Egito e os Emirados Árabes Unidos. Nenhum desses grupos tem força para impor a sua autoridade, restaurar o Estado de direito, e controlar as fronteiras do país.
A situação agravou-se com a chegada do Estado Islâmico no país, que ganhou posição e foi capaz de espalhar sua influência.
Outra consequência grave do caos na Líbia é uma crise de refugiados e migrantes que tem visto dezenas de milhares desesperados tentando sair do país, dispostos a arriscar uma perigosa viagem através do Mar Mediterrâneo em embarcações mal equipadas e inadequadas. Centenas, talvez milhares, morreram afogados na tentativa.